# Brilliant (Alabama)
Brilliant és una població dels Estats Units a l'estat d'Alabama. Segons el cens del 2000 tenia 762 habitants.

## Demografia
Segons el cens del 2000, Brilliant tenia 762 habitants, 343 habitatges, i 220 famílies. La densitat de població era de 85,5 habitants/km².
Dels 343 habitatges en un 27,7% hi vivien nens de menys de 18 anys, en un 48,7% hi vivien parelles casades, en un 12,2% dones solteres, i en un 35,6% no eren unitats familiars. En el 34,1% dels habitatges hi vivien persones soles el 16% de les quals corresponia a persones de 65 anys o més que vivien soles. El nombre mitjà de persones vivint en cada habitatge era de 2,22 i el nombre mitjà de persones que vivien en cada família era de 2,81.
Per edats la població es repartia de la següent manera: un 22,7% tenia menys de 18 anys, un 7,2% entre 18 i 24, un 25,1% entre 25 i 44, un 25,5% de 45 a 60 i un 19,6% 65 anys o més.
L'edat mediana era de 41 anys. Per cada 100 dones hi havia 91,5 homes. Per cada 100 dones de 18 o més anys hi havia 85,8 homes.
La renda mediana per habitatge era de 18.224 $ i la renda mediana per família de 27.857 $. Els homes tenien una renda mediana de 28.611 $ mentre que les dones 15.703 $. La renda per capita de la població era de 14.516 $. Aproximadament el 22,4% de les famílies i el 26,5% de la població estaven per davall del llindar de pobresa.

## Poblacions més properes
El següent diagrama mostra les poblacions més properes.